# Lucía, memoriosa
Lucía, memoriosa es el segundo episodio de la segunda temporada de la serie de televisión argentina Mujeres asesinas. Se estrenó el día 18 de abril de 2006, y en el libro de Mujeres asesinas recibió el nombre de Lucia S. memoriosa.
El episodio fue protagonizado por Celeste Cid en el papel de asesina. Coprotagonizado por Nicolás Pauls y por la primera actriz Mirta Busnelli. También, contó con las actuaciones especiales de Horacio Roca y el primer actor Villanueva Cosse.

## Desarrollo

### Trama
Lucía (Celeste Cid) es una mujer que no puede escapar del recuerdo que la atormenta desde hace años: el recuerdo del aborto que su madre (Mirta Busnelli) le obligó a realizar a los 17 años cuando quedó embarazada del que entonces era su novio. Lucía, obsesionada con este hijo que no pudo tener y asfixiada por la continua presión de su madre, buscará la mejor forma de deshacerse de ella. Lucía la mata dándole 5 tiros con un revólver.

### Condena
Después de un proceso largo y controvertido, Lucía R. fue declarada inimputable. Está internada desde  2001 en un psiquiátrico del interior del país. Recibe las visitas periódicas de su padre.

## Elenco
- Celeste Cid
- Mirta Busnelli
- Nicolás Pauls
- Villanueva Cosse
- Horacio Roca

## Adaptaciones
- Mujeres asesinas (Colombia): Lucía, la memoriosa - Mónica Lopera